# Mark Jones (rugbista 1979)
Mark Anthony Jones (Builth Wells, 7 novembre 1979) è un ex giocatore e allenatore di rugby a 15 internazionale per il Galles — da lui rappresentato in 47 test match — per quasi tutta la sua carriera legato, nel ruolo di tre quarti ala, al Llanelli e alla sua franchise in Celtic League, gli Scarlets; divenuto allenatore, ha fatto parte per cinque anni dello staff tecnico degli stessi Scarlets e, dal 2021, è assistente allenatore nel Worcester.

## Palmarès
- Celtic League: 1
Scarlets: 2003-04